# Alain Le Léap
Alain Le Léap, né le 29 septembre 1905 à Lanmeur (Finistère) et mort le 26 décembre 1986 au Pradet (Var), est un syndicaliste français. Il est, avec Benoît Frachon, secrétaire général de la Confédération générale du travail (CGT) de 1948 à 1957.

## Biographie
Fils d'un directeur d'école, Alain Le Léap poursuit des études en droit à Rennes. En 1928, il entre par concours dans l'Administration des Finances. Inspecteur des Contributions directes, il est secrétaire général du syndicat CGT des Impôts en 1939. Il participe à la Résistance clandestine dans la fonction publique et se rapproche alors des communistes sans adhérer à leur parti. Il est commissaire du Conseil national de la résistance auprès du ministère des Finances en 1944. Il milite dans la Fédération des finances CGT. Le 4 septembre 1944, il est nommé membre du bureau provisoire par la Commission exécutive de la Fédération des fonctionnaires CGT.
En 1946, il est élu secrétaire général de l'Union générale des fédérations de fonctionnaires CGT : un rôle clé au moment où Maurice Thorez, ministre d'État, élabore le Statut général de la fonction publique.
Il est membre du Conseil économique et social de 1947 à 1950.
Il fait partie des dirigeants non communistes qui restent à la CGT après la scission de décembre 1947. De janvier 1948 à septembre 1957, il est membre du Bureau confédéral de la CGT et secrétaire général de la CGT (aux côtés de Benoît Frachon). Cette responsabilité se veut représentative de la permanence de la présence de non communistes au sein de la Confédération. Il en est de même de la parité communistes-non communistes au sein du Bureau confédéral. Il est vice-président de la Fédération syndicale mondiale jusqu'en 1957.
En 1952, il prend part au défilé populaire du 14 juillet aux côtés de Lucie Aubrac, Ségolène Malleret, Gustave Monod, Gilles Martinet.
Du 10 octobre 1952 au 23 août 1953, il est incarcéré et accusé de complot contre la sécurité de l’État à la suite des manifestations contre la venue à Paris du général Ridgway. Comme Lucien Molino, autre membre du Bureau confédéral emprisonné, il est libéré à la suite des grèves des services publics de l'été 1953.  
Vice-président du Conseil mondial des partisans de la paix, il reçoit le prix Staline pour la paix en 1954. Mais à l'automne 1956, ébranlé par la répression soviétique en Hongrie, il obtient, avec d'autres dirigeants de la centrale syndicale (notamment Pierre Le Brun et Jean Schaeffer), que la CGT s'abstienne d'approuver celle-ci, à rebours de la volonté de nombreux syndicalistes communistes et fédérations. Il est probable que ces désaccords, joints aux problèmes réels de santé qu'il avance, ne sont pas étrangers, en septembre 1957, à sa démission de ses responsabilités nationales à la CGT. Il n'est pas remplacé au poste de co-secrétaire général de la Confédération. Il reprend ensuite son activité professionnelle d'inspecteur des Impôts. 
En 1966, il signe avec vingt-huit autres personnalités de gauche un manifeste en faveur de la politique étrangère du général de Gaulle.
Alain Le Léap, qui avait adhéré entretemps au PCF, est maire du Pradet de 1977 à 1979.